# آبشار دلا

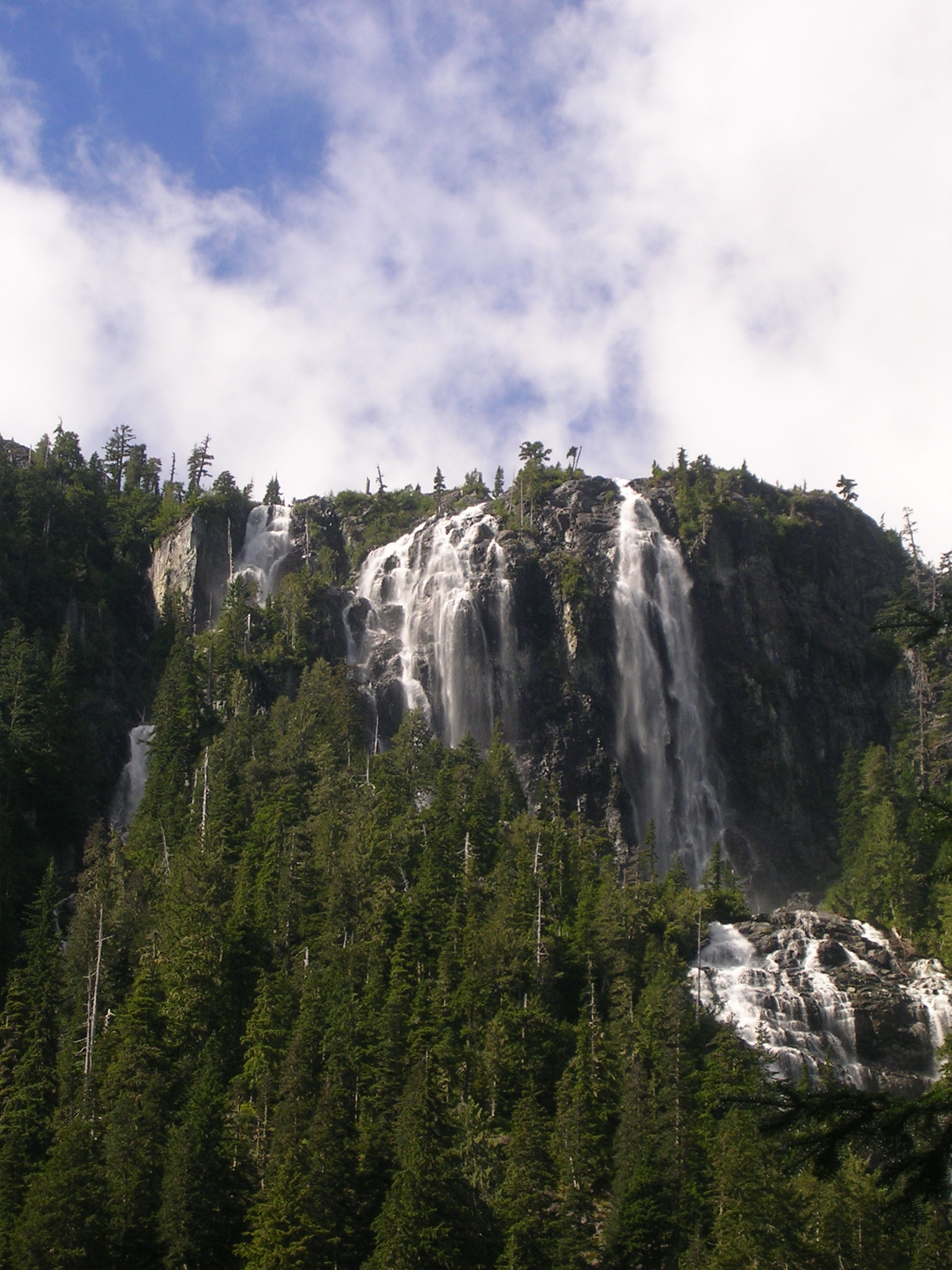
آبشار دلا

آبشار دلا (انگلیسی: Della Falls) یک آبشار در پارک استانی استراتکونا در جزیره ونکوور است و یکی از بلندترین آبشارها در کانادا است.

## محل
آبشار دلا در ۶۰ کیلومتری (۳۷ مایلی) شهر پورت آلبرنی، بریتیش کلمبیا در پارک استانی استراتکونا واقع شده‌است.
تنها راه دسترسی به دلا هلیکوپتر و عبور از دریاچه بزرگ مرکزی با قایق است و تنها راه رسیدن به این دریاچه در طرف مقابل از پارک استراتکونا است. پس از ۳۵ کیلومتر (۲۱ مایل) عبور از یک حوضچه که نشانه آغاز پارک استراتکونا و کمپینگ منطقه است که می‌تواند به عنوان یک کمپ پیش از تلاش بعدی برای ۱۵ کیلومتر (۹ مایل) صعود به پایه دلا مورد استفاده قرار گیرد.